# جوزيف أهرينس
جوزيف أهرينس (بالألمانية: Joseph Ahrens)‏ هو ملحن ألماني، ولد في 17 أبريل 1904 في Sommersell ‏ في ألمانيا، وتوفي في 21 ديسمبر 1997 في برلين في ألمانيا.

## وصلات خارجية
- جوزيف أهرينس على موقع مونزينجر (الألمانية)
- جوزيف أهرينس على موقع ميوزك برينز (الإنجليزية)